# Ayu Maulida
Raden Roro Ayu Maulida Putri (Surabaya, Indonesië, 11 juli 1997) is een Indonesische Rugby Union-sportvrouw, actrice, zangeres en fotomodel. In 2020 vertegenwoordigde Putri Indonesië bij de Miss Universe-verkiezing.

## Biografie
Putri werd geboren op 11 juli 1997 in de Australische stad Gold Coast. Haar vader is Australische en haar moeder is van Indo-Europese afkomst. Putri woonde tot haar achtste in Australië en groeide daarna op in Indonesië. Ze woonde in haar jeugd echter ook enige jaren in Nieuw-Zeeland. Ayu Maulida studeerde Bedrijfskunde aan het Center for Universitas Airlangga in Surabaya.
Na haar emigratie naar de Indonesië op achtjarige leeftijd werkte ze als kindacteur voor agentschap Dandi Kakkoi entertainment van Trans7. Ze speelde onder meer in de televisieserie, Face of Asia (2019), en de serie Indonesia Fashion Week (2019). Verder speelde ze in de films Senyum Desa (2017).
In maart 2020 deed Ayu Maulida voor de derde maal mee aan de verkiezingen voor Miss Indonesië. Ze won de verkiezingen en werd daardoor de Indonesische kandidaat voor de Miss Universe-verkiezingen van 2020.